# Аджен
Аджен (кор. 아쟁, 牙箏) — корейський смичковий струнний музичний інструмент. 

## Опис
Це широка цитра зі струнами, зробленими з крученого шовку, на якій грають тонкою палицею, зробленою з форзиції. Нею водять поперек струн, як смичком. Спочатку інструмент використовувався у придворній музиці, мав сім струн і називався чонгак аджен, в той час як аджен, який використовувався для виконання санджо і сінаві, мав вісім струн і називався санджо аджен. Деякі екземпляри могли мати і дев'ять струн.
Традиційний аджен сягає 160 см завдовжки, 24 см завширшки та 10 см заввишки. Санджо-анджен трохи менший — 120 см завдовжки. A♭ – B♭ – c – e♭ – f – a♭ – b♭. Санджо-анджен налаштовується на одну октаву вище: G – C – d – g – c’ – d’ – c’’.
На аджені, як правило, грають, сидячи на підлозі. Він має глибокий тон, подібний до віолончелі, але скрипучіший. Деякі сучасні виконавці воліють використовувати смичок із кінським волосом, а не палицю, вважаючи, що в цьому випадку звук виходить м'якшим. Аджен використовувався у придворній, аристократичній і народній музиці, а також у сучасній класичній музиці та в музиці до кінофільмів.

## Історія
Аджен походить від китайського ячжена. Інструмент з'явився на Корейському півострові у кінці VII століття. У середні віки на аджені виконувались пісні у жанрі дангак. Аджен згадується у літописах короля Седжона (XV століття).

## Відео
- https://www.youtube.com/watch?v=ThdsRHnyf6c [Архівовано 8 травня 2016 у Wayback Machine.]
- https://www.youtube.com/watch?v=yYbmaumqlWk
- https://www.youtube.com/watch?v=nqM2Qu-EEpY
- https://www.youtube.com/watch?v=SG1rgumf-w8 [Архівовано 15 квітня 2016 у Wayback Machine.]